# (8365) 1990 RR5
(8365) 1990 RR5 là một tiểu hành tinh vành đai chính. Nó được phát hiện bởi Henry E. Holt ở Đài thiên văn Palomar ở Quận San Diego, California, ngày 15 tháng 9 năm 1990.